# 5855 Yukitsuna
Yukitsuna (asteroide 5855) é um asteroide da cintura principal, a 2,1582809 UA. Possui uma excentricidade de 0,1543695 e um período orbital de 1 489,29 dias (4,08 anos).
Yukitsuna tem uma velocidade orbital média de 18,64356977 km/s e uma inclinação de 15,51675º.
Este asteroide foi descoberto em 26 de outubro de 1992 por Akira Natori e Takeshi Urata.